# Plaça del Raval (Coll de Nargó, 1934)
"Plaça del Raval (Coll de Nargó, 1934)" es un cuadro de Joaquín Mir al óleo sobre lienzo, de 65,5 x 81 centímetros. Firmado J. Mir y fechado en el 34 en el ángulo inferior derecho. En la parte trasera del lienzo tiene escrito: Carrer de Nargó. J. Mir.
Se trata de una obra destacada por su originalidad dentro de la valiosa producción pictórica realizada en las campañas de verano en Andorra y alrededores durante los años 1932, 1933 y 1934. Siendo posiblemente la más conocida de las obras pintadas durante su estancia de 2 meses en Coll de Nargó -Lérida- en 1934.
En la actualidad es propiedad de una colección privada española.

## Contexto de la obra
Tras la tercera estancia de Joaquim Mir en Andorra en el verano de 1934, éste se instaló en un pueblo cercano a la Seo de Urgel llamado Nargó, que se encontraba en la carretera que comunicaba Andorra con Barcelona. Más concretamente en una casa del Carrer Nou llamada Cal Torriella -que actualmente corresponde al número 23-.
Mir era el pintor más cotizado de la Cataluña de los años treinta (acababa de recibir en Madrid la «Medalla de Honor de Bellas Artes») y llegó a Nargó con su coche Panhard, su señora -Maria Estalella-, su hijo, el chófer y una criada.
El pintor se instaló en Coll de Nargó por la amistad que hizo con el secretario del pueblo (gran aficionado a la pintura), Tomás Pujol, que tenía una cuñada nargonina que vivía y trabajaba en un restaurante de Les Escaldes, Andorra.
Esa señora se llamaba María Ramoneda Moles -de Cal Guillot de Nargó- y fue quien le puso en contacto con el marido de una hermana suya llamada Juanita Ramoneda -de Cal Maset-. Y así fue como Tomás Pujol y Joaquim Mir contactaron y el pintor fue invitado a conocer el pueblo.
Centrándonos en la perspectiva de la obra, ésta está pintada desde la puerta de la iglesia principal del pueblo, pudiendo observarse al fondo un pasaje y la montaña, a la izquierda un caballo bebiendo en el abrevadero y a la derecha un burro en el inicio del Carrer Bons Aires y de la cuesta del Carrer Major. Enmedio se vislumbran lo que parecen gallinas y una figura humana. Todo con la original interpretación colorista y fantasiosa de la retina del maestro post-impresionista barcelonés.

## Exhibiciones documentadas de la obra
La obra forma parte del catálogo (con el nº 56, en página 107 completa) del libro de Francesc Miralles "Joaquim Mir a Andorra", publicado por el Gobierno de Andorra en diciembre de 2002 como conmemoración de la gran exposición de obras andorranas de Joaquim Mir que tuvo lugar en Andorra la Vieja -Sala de exposiciones del Gobierno- del 10 de diciembre de 2002 al 9 de febrero de 2003. Exposición en la que fue exhibida la obra.
También aparece en el libro "Cien años de pintura en España y Portugal", Tomo VI, páginas 104 y 105 (doble página).
La pintura perteneció a la colección de Lluís Prenafeta, fue subastada en Ansorena el 22 de enero de 2020 -con número de lote 719- y finalmente fue vendida recientemente en la Galería de Arte David Cervelló de Barcelona.
Presenta en la parte posterior del bastidor una pegatina de Barrachina & Ramoneda que da fe de que la obra se halla en su archivo (certificado nº 90/JG2S). Así como otra pegatina de la Galería Manuel Barbié (nº de registro 1216-1416).